# Omar Méndez
Omar Méndez (San José de Mayo, Uruguay, 7 de agosto de 1934) es un exfutbolista de Uruguay que jugaba en la posición de delantero centro.

## Carrera

### Club
| Periodo   | Club                   |
| --------- | ---------------------- |
| 1951      | CA Tito Borjas         |
| 1952-1953 | Central Español        |
| 1954-1958 | Nacional de Montevideo |
| 1959      | Ferro Carril Oeste     |
| 1960      | CA Independiente       |
| 1961-1963 | IA Sud America         |

### Selección nacional
Debutó con Uruguay el 25 de febrero de 1953 en la victoria por 2-0 sobre Bolivia en Lima, Perú por la Copa América 1953 y su primer gol internacional lo anotó el 23 de marzo de 1953 en la victoria por 6-0 sobre Ecuador por la misma competición. Su retiro internacional fue el 20 de marzo de 1957 en la derrota por 0-4 ante Argentina en Lima, Perú por la Copa América 1957.

## Logros
- Primera División de Uruguay (3): 1955, 1956, 1957
- Torneo de Honor (2): 1955, 1957
- Torneo Competencia (1): 1958
- Torneo Cuadrangular (3): 1954, 1956, 1958
- Segunda División de Uruguay (1): 1963
- Primera División de Argentina (1): 1960